# Vatica ridleyana
Vatica ridleyana är en tvåhjärtbladig växtart som beskrevs av Dietrich Brandis. Vatica ridleyana ingår i släktet Vatica och familjen Dipterocarpaceae. Inga underarter finns listade i Catalogue of Life.